# آنتونیو آنگولو
آنتونیو آنگولو (انگلیسی: Antoñito؛ زادهٔ ۱۱ دسامبر ۱۹۸۷) معروف به آنتونیتو، بازیکن فوتبال اهل اسپانیا است که که در پست دفاع راست یا هافبک برای دپورتیوو لاکرونیا بازی می‌کند.

## زندگی حرفه‌ای
آنتونیتو که در هررا، سویا به دنیا آمد، از آکادمی جوانان پولیدپورتیوو اجیدو فارغ التحصیل شد.